# Max Ludwig (Schriftsteller)
Paul Max Ludwig (* 8. Oktober 1873 in Dresden; † 7. Januar 1940 in Seefeld-Oberalting) war ein deutscher Schriftsteller, Maler und Grafiker.

## Leben und Wirken
Ludwig heiratete 1903 und zog im gleichen Jahr nach Frankfurt am Main. Ab 1907 lebte er in Gutach, 1911 zog er nach München und Seefeld-Oberalting.
Als Maler schuf er vor allem Landschaftsgemälde und Porträts.
Sein wichtigstes grafisches Werk ist ein Beethovenzyklus aus 31 Radierungen, die in den Jahren 1925 und 1926 entstanden. Weiterhin schuf er Lithografien zu Romeo und Julia, Macbeth und Michael Kohlhaas sowie Radierungen zum Thema Antonius und Cleopatra.

## Werke
Buchveröffentlichungen:
- Marianne. Langen, München 1910.
- Der Kaiser. Langen, München 1911.
- Das Reich. Langen, München 1913.
- Die Sieger. Langen, München 1914.
- Der Statthalter. Musarion, München 1919.
- Der Amerikaner. Müller, München.

Theaterstücke:
- Sebalt. Drama in vier Akten. Dreimaskenverlag.
- Van Decks.
- Georg Jenatsch. Tragödie in fünf Akten. Arion, Berlin.